# Andrzej Hieronim Zamoyski
Andrzej Hieronim Franciszek Zamoyski, född 12 februari 1716 i Bieżuń, död 10 februari 1792 i Zamość, var en polsk greve, farfar till Andrzej Artur Zamoyski.
Zamoyski lämnade 1754 som generalmajor Sachsens tjänst, var 1764–67 polsk kronstorkansler och ordnade på uppdrag av 1776 års riksdag en lagsamling (Zbiór praw sądowych; tryckt på hans egen bekostnad i tre band 1778), i vilken han hävdade bondeståndets rättigheter och föreslog avskaffandet av åtskilliga missbruk. Arbetet förkastades av 1780 års riksdag och brändes av bödeln, men dess idéer vann erkännande i 1791 års författning. Åt 1791 erhöll Zamoyski för sig och sin familj österrikisk grevlig värdighet.